# Gonolobus
Gonolobus là chi thực vật có hoa trong họ Apocynaceae.